# Aurel Gurghianu

Aurel Gurghianu.

Aurel Gurghianu (n. 11 mai 1924, Iclănzel, jud. Mureș - d. 28 sept. 1987, Cluj-Napoca) a fost un poet și traducător român, asociat cu gruparea de la revista clujeană Steaua.

## Opere
- Drumuri, 1954
- Zilele care cântă, 1957
- Liniștea creației, 1962
- Biografii sentimentale, 1965
- Strada vântului, 1968
- Ascult strada, 1969
- Poarta cu săgeți, 1972
- Temperatura cuvintelor, 1972
- Curenții de seară, 1976
- Terasa și alte confesiuni, 1978
- Orele și umbra, 1980
- Carnet, 1981
- Numărați caii amurgului, 1982
- Diagnosticul străzii, 1985
- Anotimpurile cetății, 1988
- Călărețul din somn, antologie, 1991
- Strofe prin timp, 1991
- Mistuitoarele ruguri, 2000

A tradus din Kostas Varnalis.